# Палмијано
Палмијано (итал. Palmiano) насеље је у Италији у округу Асколи Пичено, региону Марке.
Према процени из 2011. у насељу је живело 62 становника. Насеље се налази на надморској висини од 534 м.

## Становништво
| 1931. | 1936. | 1951. | 1961. | 1971. | 1981. | 1991. | 2001. | 2011. |
| ----- | ----- | ----- | ----- | ----- | ----- | ----- | ----- | ----- |
| 844   | 807   | 873   | 617   | 388   | 271   | 219   | 222   | 214   |